# سبنسر دونكلي
سبنسر دونكلي (بالإنجليزية: Spencer Dunkley)‏ مواليد 5 سبتمبر 1969، هو مدرب كرة سلة بريطاني ولاعب معتزل. بدأ مسيرته الاحترافية في سنة 1993. تم اختياره من قبل فريق إنديانا بايسرز خلال الدرافت. يبلغ طوله 6 قدم 11.75 بوصة (2.1 م). اعتزل اللعب في 2004.

## المسيرة الاحترافية
لعب مع نادي أفتودور ساراتوف لكرة السلة في موسم 1994–1995، ثم لعب مع ليموج سي إس بي في الدوري الفرنسي في سنة 1996، ثم لعب مع إس إس فليتشي سكاندون في الدوري الإيطالي في موسم 1998–1999، ثم لعب مع نادي بلد الوليد لكرة السلة في الدوري الإسباني في سنة 1999.

## روابط خارجية
- سبنسر دونكلي على موقع الاتحاد الدولي لكرة السلة (الإنجليزية)
- سبنسر دونكلي على موقع الدوري الأوروبي لكرة السلة (الإنجليزية)
- سبنسر دونكلي على موقع سبورتس رفرنس (الإنجليزية)
- سبنسر دونكلي على موقع الدوري الإسباني لكرة السلة (الإسبانية)
- سبنسر دونكلي على موقع كرة السلة الأوروبية.كوم (الإنجليزية)
- سبنسر دونكلي على موقع كلية كرة السلة في سبورتس رفرنس.كوم (الإنجليزية)
- سبنسر دونكلي على موقع ريلجم (الإنجليزية)
- سبنسر دونكلي على موقع بروبوليرز (الإنجليزية)
- سبنسر دونكلي على موقع سبورتس رفرنس (الإنجليزية)